# Ichneumon varius
Ichneumon varius là một loài tò vò trong họ Ichneumonidae.